# Belvedere (California)
Belvedere è una città degli Stati Uniti d'America situata nella contea di Marin, nello Stato della California.